# Pseudotaranis hyperia
Pseudotaranis hyperia é uma espécie de gastrópode do gênero Pseudotaranis, pertencente a família Pseudomelatomidae.